# Ривас Дугарте, Амилькар
Луис Амилькар Ривас Дугарте (исп. Luis Amílcar Rivas Dugarte; род. 19 августа 1943, Мерида) — венесуэльский пианист, дирижёр и музыкальный педагог.
Представитель музыкальной династии: сын Хосе Рафаэля Риваса (1902—1982), основателя духового оркестра Мериды и хора Андского университета, женившегося на своей ученице, пианистке Мэри Дугарте, брат композитора Диохенеса Риваса и библиографа Рафаэля Анхеля Риваса. Из других музыкантов в семье наиболее заметен внучатный племянник Амилькара Риваса, дирижёр Ильич Ривас.
Учился у своего отца, затем в музыкальной школе в Каракасе у таких педагогов, как Гонсало Кастельянос и Моник Дюфиль, совершенствовался как пианист, в частности, у Грете Хинтерхофер в Вене (1968—1969) и у Терезы Дюссо в Тулузе (1970), а также в мастер-классе Магды Тальяферро. Изучал хоровое дирижирование под руководством Альберто Грау.
Концертировал как пианист в Венесуэле и других латиноамериканских странах, возглавлял различные хоровые коллективы. В 1989—1991 гг. руководил Молодёжным оркестром Мериды, преобразовав его в Симфонический оркестр штата Мерида, первым руководителем которого был в 1991—1994 гг. За многолетнюю педагогическую работу удостоен Ордена 27 июня. Действительный член Академии Мериды со дня её учреждения в 1992 году.